# Lenguas ahuanas
Las lenguas ahuanas constituyen uno de los dos subgrupos de la rama septenterional de las lenguas barbacoanas. Este subrupo incluye el awá pit ('lengua de los awá') además de varias lenguas extintas entre ellas el sindagua que posiblemente deba identificarse con el antecesor antiguo del moderno awá pit, el barbacoa (ambos hablados en Colombia hasta su desaparición) y el pasto-muellama (hablado en Ecuador hasta el siglo XVII).